# 纤细饶氏吸虫
纤细饶氏吸虫（学名：[Lutztrema attenuatum] 错误：{{Lang}}：文本有斜体标记（帮助））为双腔科饶氏属的动物。分布于法国、日本、俄罗斯以及中国大陆的福建等地，营寄生生活，终末宿主八哥以及寄生于肝脏胆管。